# 大阪城展演廳
大阪城展演廳（日语：大阪城ホール））是日本大阪府大阪市中央區大阪城公園內的一座多功能競技場。這座展演廳開業於1983年10月1日，外觀是橢圓形。為了不影響附近地區的景觀，展演廳的主體部分埋在地下。因此自大阪城等地來看的話只能看到展演廳的天井。大阪城展演廳最大收容人數達1.6萬人。一般大型音樂廳的迴聲時間較長，影響音效。但大阪城音樂廳的迴聲時間只有1.45秒。

## 設施概要
- 構造 - RC鋼筋混凝土、地下1層 地上3層
- 建築面積 - 14,539m2（總建築面積：31,064m2）
- 占地面積 - 36,351m2
- 啟用 - 1983年
- 建築費用 - 106億日圓
- 設計 - 日建設計
- 建設公司 - 大成建設・松村組
- 設施
  - 競技場 - 3,500m2（W 83.4m×L 48.2m、H 21m）
  - 城見廳 - 827m2
  - 大型會議廳 - 159m2

## 交通方式

### 西日本旅客鐵道
- 西日本旅客鐵道（JR西日本）大阪環狀線大阪城公園車站

### 大阪市高速電氣軌道
- 大阪市高速電氣軌道（大阪地下鐵） 長堀鶴見綠地線大阪商務園區站

## 外部連結
- 大阪城ホール （页面存档备份，存于）
- 大阪城公園写真de観光ガイド